# Битва при Ремах
Битва при Ре́мах — сражение между римскими войсками Флавия Юлиана и алеманнами в 356 году. Первое серьёзное сражение Юлиана в германской кампании 355—360 годов.
Юлиан со своим отрядом пробивался на соединение с основной армией, которая располагалась в Ремах (совр. Реймс), по пути отбиваясь от алеманнов. Из Трикасин (совр. Труа) Юлиан отправился дальше с отрядом катафрактариев. Пользуясь плохой видимостью в дождливый день, алеманны подошли с тыла и атаковали римский арьергард. Два легиона были почти полностью уничтожены, но подоспевшие вспомогательные войска сумели стабилизировать ситуацию. После этой битвы Юлиан стал «предусмотрительно медлительным», что Аммиан Марцеллин считал «превосходным» качеством полководца.